# دیوید نلسون
دیوید نلسون (انگلیسی: David Nelson؛ ۳ فوریه ۱۹۱۸ – آوریل ۱۹۸۸ (۷۰ سال)) بازیکن فوتبال اهل بریتانیا بود.
از باشگاه‌هایی که در آن بازی کرده‌است می‌توان به باشگاه فوتبال آرسنال، باشگاه فوتبال کریستال پالاس، باشگاه فوتبال فولام، باشگاه فوتبال کولچستر یونایتد، باشگاه فوتبال تاتنهام هاتسپر، باشگاه فوتبال برنتفورد، باشگاه فوتبال کویینز پارک رنجرز، و باشگاه فوتبال اشفورد یونایتد اشاره کرد.